# Uncle Tom's Cabin (film fra 1910)
Uncle Tom's Cabin er en amerikansk stumfilm fra 1910 af Barry O'Neil.

## Medvirkende
- Frank H. Crane som Tom
- Anna Rosemond som Eliza
- Marie Eline som Eva
- Grace Eline som Topsy